# Миллер, Даймонд
Даймонд Миллер (англ. Diamond Miller; родилась 11 февраля 2001 года в Монтклэре, штат Нью-Джерси, США) — американская профессиональная баскетболистка, выступающая в женской национальной баскетбольной ассоциации за клуб «Даллас Уингз». Она была выбрана на драфте ВНБА 2023 года в первом раунде под общим вторым номером клубом «Миннесота Линкс». Играет в амплуа атакующего защитника и лёгкого форварда. Кроме того защищает цвета польского клуба «АЗС АДП Гожув».
В составе национальной сборной США она выиграла чемпионат Америки 2021 года в Сан-Хуане, чемпионат Америки 2017 года среди девушек до 16 лет в Аргентине и чемпионат мира 2019 года среди девушек до 19 лет в Таиланде.

## Ранние годы
Даймонд родилась 11 февраля 2001 года в небольшом городке Монтклэр (штат Нью-Джерси) в семье Лэнса и Дрианы Миллер, у неё есть три сестры, Лэнден, Ланайя и Адриана, а училась в соседнем городке Сомерсет в средней школе Франклин, в которой играла за местную баскетбольную команду.

## Профессиональная карьера
В 2023 году Даймонд Миллер выставила свою кандидатуру на драфт ВНБА, в котором была выбрана в первом раунде под общим вторым номером клубом «Миннесота Линкс». В дебютном сезоне «Линкс» заняли шестое место, Миллер провела 32 встречи, в каждой из них выходя в стартовом составе, набирая по 12,1 очка, 3,5 подбора и 2,5 передачи в среднем за игру, а также реализуя 40,3 % бросков с игры, 30,7 % бросков из-за дуги и 79,2 % штрафных, за что по его итогам была включена в сборную новичков сезона.
2 октября 2023 года Миллер подписала контракт с венгерским клубом «Серко Уни Дьёр» на сезон 2023/2024 годов. Однако в итоге она сыграла лишь одну игру в Евролиге против «Виртус Болонья» и одну игру в чемпионате Венгрии против «BEAC», в которой получила травму колена, из-за которой была исключена из клуба 13 декабря 2023 года.
11 июля 2024 года Миллер подписала контракт с польской командой «АЗС АДП Гожув» на сезон 2024/2025 годов.